# Hodder & Stoughton
Hodder & Stoughton est une maison d'édition britannique fondée en 1868 à Londres.
Depuis 2004, elle fait partie de Hachette Livre.
Cette maison est, entre autres, connue pour avoir été propriétaire du journal scientifique The Lancet, racheté en 1991 par Elsevier.

## Histoire
Cette maison a été fondée par Thomas Wilberforce Stoughton (1840-1917) en 1868 qui prend la majorité des parts dans une structure congrégationaliste née une vingtaine d'années plus tôt, Jackson, Walford and Hodder, et continuée par Matthew Henry Hodder (1830-1911). 
Hodder & Stoughton se spécialise d'abord dans l'édition d'ouvrages religieux, catalogue qui s'ouvre peu à peu à des titres plus « progressistes », comme The Book of Isaiah (1888) de George Adam Smith ou la traduction de La Vie de saint François d'Assise (1894) de Paul Sabatier, un pasteur protestant français. Matthew Henry Hodder effectue à cette époque de fréquents voyages en Amérique et noue des liens avec le Moody Bible Institute (en) et Charles Scribner’s Sons.
L'entrée au catalogue de fictions posa de nombreux problèmes d'ordre moral à la direction : la censure interne reste active jusque dans les années 1920. Les éditeurs ciblent dès les années 1900 un public jeune et propose des romans et des récits de voyage illustrés (en autres par Arthur C. Michael), et la première édition de Peter et Wendy (1911) de J. M. Barrie, illustrée par Francis Donkin Bedford.
En 1921, Hodder & Stoughton fait l'acquisition de The Lancet, né un siècle plus tôt. C'est à cette époque que la maison développe une première collection de romans populaires en format poche à couverture jaune qui connaît un certain succès, le plus important restant la série The Saint inaugurée en 1928. Par la suite, Winston Churchill choisit cette maison comme éditeur.
Une branche destinée à l'enseignement voit le jour avec Hodder Education et des collections comme coll. « Teach Yourself ». 
Au cours de la Seconde Guerre mondiale, le descendant d'un des fondateurs, Ralph Hodder Williams, décide de se séparer d'une partie des collections liées à la religion. De nouvelles collections d'ouvrages pour la jeunesse voit le jour sous la marque d'une filiale jusqu'à lors endormie, Brockhampton Press (en), avec entre autres la célèbre série connue en français sous le nom de Le Club des cinq, amorcée en 1942. C'est également sous cette marque que naît la série des Biggles, créée par William Earl Johns et les premières traductions en anglais de la bande dessinée Astérix.
La croissance se poursuit après 1945. Hodder & Stoughton fait l'acquisition de plusieurs maisons au début des années 1970 comme The Knight et Coronet Books. L'un de leurs plus gros succès de librairie demeure à cette époque Tinker, Tailor, Soldier, Spy de John Le Carré publié en 1974.
En 1981, la maison New English Library (en) est rachetée, le catalogue comprend beaucoup de titres liés à la science-fiction et au genre fantastique.
Dans les années 1980, la maison décroche deux fois le Booker Prize avec La Liste de Schindler en 1982 et The Bone People (en) de Keri Hulme, en 1985.
En 1991, The Lancet est vendu à Elsevier.
En 1993, la maison perd son indépendance et est rachetée par Headline Publishing Group (en), devenant une filiale sous le nom de Hodder Headline Limited.
En 1999, WH Smith rachète Hodder Headline.
En 2002, Hodder Headline passe sous le giron de John Murray Publishing, avant d'être, deux ans plus tard, revendue à Hachette Livre.